# 1998年全仏オープン
1998年 全仏オープン（1998ねんぜんふつオープン、Internationaux de France de Roland-Garros 1998）は、フランス・パリにある「ローランギャロス・スタジアム」にて、1998年5月25日から6月7日にかけて開催された。

## シニア

### 男子シングルス
カルロス・モヤ def.  アレックス・コレチャ, 6-3, 7-5, 6-3
- スペイン対決を制したモヤが初優勝を果たした。

### 女子シングルス
アランチャ・サンチェス・ビカリオ def.  モニカ・セレシュ, 7-6, 0-6, 6-2
- サンチェスは4年ぶり3度目の優勝である。

### 男子ダブルス
ヤッコ・エルティン /  ポール・ハーフース def.  ダニエル・ネスター /  マーク・ノールズ, 6-3, 3-6, 6-3

### 女子ダブルス
マルチナ・ヒンギス /  ヤナ・ノボトナ def.  リンゼイ・ダベンポート /  ナターシャ・ズベレワ, 6-1, 7-6

### 混合ダブルス
ジャスティン・ギメルストブ /  ビーナス・ウィリアムズ def.  ルイス・ロボ /  セリーナ・ウィリアムズ, 6-4, 6-4

## ジュニア

### 男子シングルス
フェルナンド・ゴンサレス def.  フアン・カルロス・フェレーロ, 4–6, 6–4, 6–3

### 女子シングルス
ナディア・ペトロワ def.  エレナ・ドキッチ, 6–3, 6–3

### 男子ダブルス
ホセ・デ・アーマス /  フェルナンド・ゴンサレス def.  フアン・カルロス・フェレーロ /  フェリシアーノ・ロペス, 6–7, 7–5, 6–3

### 女子ダブルス
キム・クライシュテルス /  エレナ・ドキッチ def.  エレーナ・デメンチェワ /  ナディア・ペトロワ, 6–4, 7–6